# Lydia Mutyebele Ngoi
 (avril 2025).
 (avril 2025).
La mise en forme du texte ne suit pas les recommandations de Wikipédia : il faut le « wikifier ».
Les points d'amélioration suivants sont les cas les plus fréquents. Le détail des points à revoir est peut-être précisé sur la page de discussion.
- Les titres sont pré-formatés par le logiciel. Ils ne sont ni en capitales, ni en gras.
- Le texte ne doit pas être écrit en capitales (les noms de famille non plus), ni en gras, ni en italique, ni en « petit »…
- Le gras n'est utilisé que pour surligner le titre de l'article dans l'introduction, une seule fois.
- L'italique est rarement utilisé : mots en langue étrangère, titres d'œuvres, noms de bateaux, etc.
- Les citations ne sont pas en italique mais en corps de texte normal. Elles sont entourées par des guillemets français : « et ».
- Les listes à puces sont à éviter, des paragraphes rédigés étant largement préférés. Les tableaux sont à réserver à la présentation de données structurées (résultats, etc.).
- Les appels de note de bas de page (petits chiffres en exposant, introduits par l'outil «  Source ») sont à placer entre la fin de phrase et le point final[comme ça].
- Les liens internes (vers d'autres articles de Wikipédia) sont à choisir avec parcimonie. Créez des liens vers des articles approfondissant le sujet. Les termes génériques sans rapport avec le sujet sont à éviter, ainsi que les répétitions de liens vers un même terme.
- Les liens externes sont à placer uniquement dans une section « Liens externes », à la fin de l'article. Ces liens sont à choisir avec parcimonie suivant les règles définies. Si un lien sert de source à l'article, son insertion dans le texte est à faire par les notes de bas de page.
- La présentation des références doit suivre les conventions bibliographiques. Il est recommandé d'utiliser les modèles {{Ouvrage}}, {{Chapitre}}, {{Article}}, {{Lien web}} et/ou {{Bibliographie}}. Le mode d'édition visuel peut mettre en forme automatiquement les références.
- Insérer une infobox (cadre d'informations à droite) n'est pas obligatoire pour parachever la mise en page.

Pour une aide détaillée, merci de consulter Aide:Wikification.
Si vous pensez que ces points ont été résolus, vous pouvez retirer ce bandeau et améliorer la mise en forme d'un autre article.
Lydia Mutyebele Ngoi, née le 7 décembre 1978 à Lubumbashi (République démocratique du Congo), est une femme politique belge, membre du Parti socialiste (PS). Elle est la première femme d’origine subsaharienne à siéger à la Chambre des représentants de Belgique.

## Biographie
Fille de pasteur, arrivée à Bruxelles à l’âge de six ans, elle y effectue l’ensemble de sa scolarité. Elle est diplômée en droit de l’Université libre de Bruxelles (ULB), où elle obtient également un diplôme d’études spécialisées en droit international privé.
Elle entame sa carrière comme avocate avant de rejoindre différents cabinets politiques à Bruxelles.
Parallèlement à ses fonctions politiques, elle est active dans le tissu associatif bruxellois, notamment au sein de l’asbl Groupement des Femmes Africaines Intégrées et Actives, qui œuvre à la promotion du développement professionnel des femmes issues de l’immigration.

## Parcours politique
En 2006, Lydia Mutyebele Ngoi est élue conseillère communale à la Ville de Bruxelles. Elle y exerce plusieurs mandats, notamment en siégeant au conseil du Centre public d’action sociale (CPAS).
En 2021, elle est nommée échevine du Logement, du Patrimoine public et de l’Égalité des chances à la Ville de Bruxelles, poste qu’elle occupe jusqu’en 2024. À ce titre, elle est particulièrement impliquée dans les politiques de logement social, la rénovation du patrimoine urbain et la lutte contre les discriminations.
En juin 2024, elle est élue sous la bannière PS au Parlement fédéral. En juillet, elle prête serment en tant que députée fédérale à la Chambre des représentants. Elle devient ainsi la première femme d’origine subsaharienne à siéger dans cette assemblée. Elle y participe activement aux travaux de la commission des Relations extérieures, où elle s’implique sur les questions de diplomatie, de coopération internationale et de positionnement de la Belgique sur la scène mondiale.

## Engagements
Lydia Mutyebele Ngoi est particulièrement engagée dans les questions sociales, féministes et interculturelles. Elle milite depuis de nombreuses années pour une meilleure représentation des personnes issues de la diversité dans les sphères politiques et institutionnelles.
Elle est membre active du Groupement des Femmes Africaines Intégrées et Actives, une ASBL bruxelloise qui soutient le développement professionnel des femmes africaines et afrodescendantes. Son engagement vise à favoriser l’inclusion, l’égalité des chances et l’autonomisation des femmes dans tous les domaines de la société.
Lydia est également profondément investie dans la défense des droits humains et la promotion de la paix en République démocratique du Congo, en particulier dans les régions de l’est du pays, touchées par des conflits armés. Elle s’exprime régulièrement publiquement sur la situation sécuritaire et humanitaire, et plaide pour une mobilisation internationale en faveur de la paix, de la justice et de la dignité des populations civiles.
Elle s’investit par ailleurs dans la promotion du logement décent, dans la lutte contre les discriminations, ainsi que dans la coopération internationale, notamment avec les pays d’Afrique centrale.